# Шумаков, Алексей Васильевич
Алексе́й Васи́льевич Шумако́в (род. 7 сентября 1948, село Почет, Абанский район, Красноярский край, РСФСР, СССР) — советский борец классического стиля, олимпийский чемпион, Заслуженный мастер спорта СССР (1976).

## Биография
Алексей Шумаков родился в 1948 году в посёлке Почет на востоке Красноярского края.
В 1966 году поступил на теплоэнергетический факультет Красноярского политехнического института, занялся спортом, в течение первых полугода обучения занимался гимнастикой, затем выступив на чемпионате института по борьбе, увлёкся ею. Через три года стал мастером спорта СССР.
На Летних Олимпийских играх 1976 года в Монреале боролся в весовой категории до 48 килограммов. В схватках:
- в первом круге выиграл на 8-й минуте у Ференца Сереша (Венгрия), ввиду дисквалификации противника;
- во втором круге выиграл на 7-й минуте Бьямбажавина Жаклантогса (Монголия), самого молодого греко-римского борца на Олимпиаде, ввиду дисквалификации противника;
- в третьем круге выиграл на 8-й минуте у Майкла Фэрина (США), ввиду дисквалификации противника;
- в четвёртом круге не участвовал;
- в пятом круге на 6-й минуте тушировал Йосите Мориваки (Япония);
- в шестом круге по баллам со счётом 10-6 выиграл у Георге Берчану (Румыния);
- в седьмом круге по баллам со счётом 5-4 выиграл у Стефана Ангелова (Болгария) и стал чемпионом Олимпийских игр[2]

О манере борьбы А. Шумакова:
Шумаков был очень сильный борец, и в партере он любого мог вытащить и бросить обратно. Это был его коронный приём.
Чемпион мира (1977), чемпион Европы (1976), серебряный призёр чемпионатов мира (1978, 1979), серебряный призёр чемпионатов Европы (1974, 1975), чемпион СССР (1972), чемпион Спартакиады народов СССР (1979).
В 1971 году окончил теплоэнергетический факультет Красноярского политехнического института и в этом же году поступил на работу в Красноярский филиал научно-исследовательского института теплотехники. Член КПСС с 1977 года. В 1979 году окончил аспирантуру Всесоюзного научно-исследовательского института физической культуры. С 1974 по 1982 год работал инструктором краевого комитета по физкультуре и спорту. С 1982 по 1994 год — старший тренер Красноярского края по греко-римской борьбе. С 1994 года — начальник филиала Центрального спортивного клуба ВВС РФ.
подполковник
, кавалер ордена «Знак Почёта» (1976).. Почётный гражданин Красноярска.
Живёт в Красноярске.
В Красноярске с 1984 года проводится традиционный Всероссийский (ранее всесоюзный) юношеский турнир по греко-римской борьбе на призы Алексея Шумакова.